# (22586) Shellyhynes
(22586) Shellyhynes (1998 HC96) – planetoida z pasa głównego asteroid okrążająca Słońce w ciągu 3,43 lat w średniej odległości 2,27 j.a. Odkryta 21 kwietnia 1998 roku.